# Antonio Savoldi-Marco Cò - Trofeo Dimmidisì 2003
L'Antonio Savoldi-Marco Cò - Trofeo Dimmidisì 2003 è stato un torneo di tennis facente parte della categoria ATP Challenger Series nell'ambito dell'ATP Challenger Series 2003. Il torneo si è giocato a Manerbio in Italia dal 18 al 24 agosto 2003 su campi in terra rossa.

## Vincitori

### Singolare
Olivier Patience ha battuto in finale  Martín Vassallo Argüello con il punteggio di 3–6, 6–3, 7–6(3)

### Doppio
Mariusz Fyrstenberg /  Marcin Matkowski hanno battuto in finale  Nicolás Almagro /  Roberto Menendez Ferre con il punteggio di 6–2, 6–4